# Magnus Domellöf
Magnus Domellöf, född 27 mars 1963, är en svensk barnläkare och neonatolog. Han är professor i pediatrik vid institutionen för klinisk vetenskap vid Umeå universitet och överläkare på NeoIVA vid Barn- och Ungdomscentrum, Region Västerbotten på Norrlands universitetssjukhus.

## Biografi
Magnus Domellöf studerade medicin vid Umeå universitet där han avlade läkarexamen 1988. Han försvarade sin doktorsavhandling, Iron requirements of term, breast-fed infants: a study in Sweden and Honduras år 2001 i samarbete med University of California, Davis.
Domellöf blev specialist i pediatrik 1996 och specialist i neonatologi 2000. Han är sedan 2015 professor i pediatrik vid Umeå universitet.
Hans forskning handlar om att försöka hitta tidiga interventioner för att förbättra långsiktig hälsa hos barn, med fokus på nutrition och hjärnans utveckling hos barn genom både randomiserade, interventionsstudier och kohortstudier.
Mellan 2013 och 2017 var Domellöf ordförande i Svenska neonatalföreningen. Domellöf är sedan 2014 ordförande för arbetsgruppen inom nutrition och gastroenterologi för Svenska neonatalföreningen..
Domellöf har varit aktiv medlem i European Society for Paediatric Gastroenterology Hepatology and Nutrition sedan 2003. Under åren 2011-2018 var han medlem av ESPGHANs ’Committee on Nutrition’ och sedan ordförande för denna kommitté under åren 2018-2021.
Domellöfs tidigare forskning har bland annat visat att järntillskott till barn med låg födelsevikt minskar risken för järnbrist och beteendeproblem upp till skolåldern, att sen avnavling av nyfödda minskar risken för järnbrist och förbättrar finmotorisk funktion upp till 4 års ålder, att ett tillskott av ”milk fat globule membrane” till modersmjölksersättning minskar risken för infektioner och förbättrar spädbarns utveckling upp till 12 månaders ålder. 
Många av Domellöfs forskningsresultat har resulterat i förändrade svenska och internationella riktlinjer (järn, avnavling, preterm enteral guidelines med flera).
Domellöf har också utvecklat ett IT-system för att förbättra nutrition och tillväxt hos barn som vårdas på neonatalavdelning som används av de flesta sjukhus i Sverige och även utomlands.
Pågående forskningsprojekt inkluderar ’NorthPop – Barns hälsa i Västerbotten’, ’Effekter av tidig nutrition på hjärnans utveckling och inlärningsproblem/neuropsykiatriska funktionsnedsättningar hos barn’, ’GRANDIOSA’ (GRowth, Allergy and NeuroDevelopment in Infants On hydroSed formulA) och ’Intervention for Neurodevelopmental Support in Preterm Infants using REsponsive parenting (INSPIRE)’.
Domellöf är medlem i Kungliga Vetenskapsakademins nationalkommitté för nutrition och livsmedelsvetenskap.